# Minne Hoekstra
Minne Hoekstra (Warga, 7 juni 1884 – Scherpenzeel, 8 april 1941) was een Nederlandse dominee, fotograaf, tekenaar en schaatser. Hoekstra won op 2 januari 1909 de eerste officiële Elfstedentocht.

## Winnaar Elfstedentocht
De theologiestudent en schaatsenmakerszoon uit Warga kwam als eerste over de finish. Hij was na terugkeer uit Dokkum bij Birdaard hard gevallen over een in het ijs ingevroren plank, maar haalde tussen Leeuwarden en Harlingen de koplopers Gerlof van der Leij, J. Binnema en Jac. Schaap in. Het laatste duo viel in de loop van de tocht uit, luitenant Tite Rooseboom kwam nog dichtbij, maar Hoekstra had de meeste reserves en finishte drie minuten voor Van der Leij en zes minuten voor Rooseboom in 13 uur en 50 minuten. Andere schaatsers volgden op meer dan een uur.

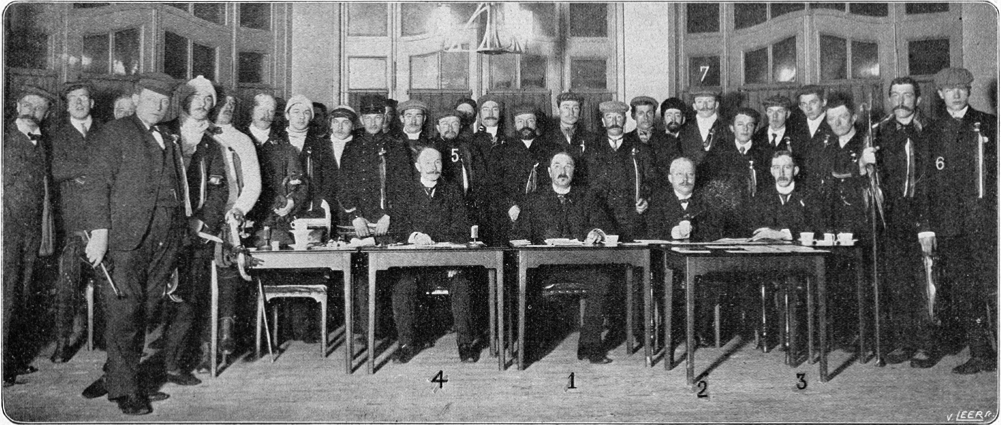
Deelnemers en bestuur in 1909. Minne Hoekstra is gemarkeerd met 5.

## Winnaar prijsvraag
Na afloop werd onder de deelnemers een prijsvraag uitgeschreven voor het beste verhaal over de tocht. Toevallig was het Hoekstra die ook met de hoofdprijs voor het mooiste verhaal aan de haal ging. De historische Elfstedentocht van 2 januari 1909 – bekroonde beschrijving door den 1en prijswinnaar is een uniek schaatsdocument omdat het verloop van de tocht dankzij de gedetailleerde beschrijving van de winnaar in zijn geheel bekend is.

## Resultaten
| jaar | Elfstedentocht |
| ---- | -------------- |
| 1909 | Goud           |